# Gaston Lesbats
Pas d'image ? Cliquez ici

a Compétitions nationales et continentales officielles uniquement.

Gaston Lesbats, né le 18 octobre 1930 à Léon et mort le 14 octobre 2013 dans la même ville, est un joueur français de rugby à XV évoluant au poste de troisième ligne puis de pilier. Il œuvre ensuite en tant que dirigeant auprès des instances fédérales.

## Biographie
Né le 18 octobre 1930 à Léon au sein d'une famille de notables, Gaston Lesbats pratique le rugby à XV en tant que joueur, d'abord formé avec les cadets de l'École supérieure de Dax, dans la sous-préfecture landaise. Il rejoint ensuite les juniors du Bordeaux Étudiants Club.
Intégrant par la suite l'école Sup de Co de Paris, il porte le maillot du Paris université club en parallèle. Troisième ligne de formation, il est replacé au poste de pilier après deux saisons au PUC. En 1953, il rentre dans les Landes, jouant sous le maillot de l'AS Soustons pendant une saison. Il effectue ensuite son service militaire au bataillon de Joinville, à l'occasion desquelles il fait son retour au PUC pour deux années ; il porte également le maillot de l'équipe de France en catégorie militaire.
Par la suite, il fait son retour dans son village natal de Léon en 1966, reprenant la scierie familiale. Quittant le rugby de haut niveau et la première division du championnat de France, il porte alors le maillot du club local de l'Étoile sportive léonnaise avec lequel il est sacré champion de France à deux reprises, en 3e série en 1961 puis en 4e série en 1965,. Après avoir pris sa retraite sportive, il prend la présidence du club léonnais de 1966 à 1983, accompagnant ce dernier lors des titres de champion de France de 1981 et 1982, respectivement en 4e et 2e série,.
En parallèle, Lesbats prend la présidence du comité Côte basque Landes de rugby de 1976 à 1996 ; il est à l'origine des tournées à l'international de la sélection Côte basque, notamment en Nouvelle-Zélande, au Zimbabwe et en Argentine.
Il œuvre également auprès d'Albert Ferrasse au sein de la Fédération française de rugby, notamment au poste de vice-président. Sous son successeur Bernard Lapasset, il occupe le rôle de vice-président délégué, participant ainsi à plusieurs tournées de l'équipe de France, dirigeant notamment celle de 1992 en Argentine (en).
Lesbats meurt le 14 octobre 2013 dans sa ville natale, à l'âge de 82 ans.

## Palmarès
- Championnat de France de 3e série :
  - Vainqueur : 1961 avec l'Étoile sportive léonnaise.
- Championnat de France de 4e série :
  - Vainqueur : 1965 avec l'Étoile sportive léonnaise.

## Hommages
Le BARGE, ou Bouclier des anciens rugbymen et rugbywomens des grandes écoles, porte le nom de trophée Gaston-Lesbats après le décès de ce dernier ; cette compétition est organisée par la LARGE, la Ligue des anciens rugbymen et rugbywomens des grandes écoles, dont Lesbats a occupé le poste de vice-président,.